# Стюардессы (телесериал)
«Стюарде́ссы» (англ. Mile High) — британская телевизионная драма канала Sky1, основанная на жизни членов экипажа авиакомпании «Fresh!». Название сериала произошло от «Mile High Club». Премьерный показ сериала стартовал в эфире 16 февраля 2003 года и завершился через 2 года, 27 июля 2005 года.
21 сентября 2015 года на телеканале «Ю» состоялась премьера российской адаптации сериала под названием «Окрылённые». Новые серии выходят в эфир с понедельника по пятницу в 20:05.

## Описание
Их комплексы на земле. С собой они берут только вредные привычки и безудержный секс. Потому что с собой можно взять только самое нужное. Они представители одной из самых романтичных профессий. Их дом — это небо, и там они чувствуют себя прекрасно.
«Стюардессы» — это яркий и дерзкий микс из комедии и мелодрамы, наполненный реальными жизненными ситуациями и глубокими характерами. Сериал про жизнь и любовь шести членов экипажа, работающих в молодой бюджетной авиакомпании и живущих вместе в одном из районов Лондона.
Пролетающие над разными странами и пересекающие временные пояса, члены экипажа становятся лучшими друзьями. В их жизни много работы, но ещё больше воздушного флирта, страстей на уровне высшего пилотажа и жесткого турбулентного секса. Люди самой романтичной профессии развенчивают мифы. Они не могут без риска и драйва. Они всегда и во всем на высоте, на высоте полета!

## В ролях
| Актёр             | Роль           |
| ----------------- | -------------- |
| Наоми Райан       | Лиэнн Эванс    |
| Адам Синклер      | Уилл О’Брайан  |
| Джо Энн Ноулз     | Джэнис Стилл   |
| Том Уисдом        | Марко Бэйли    |
| Джеймс В. Редмонд | Джейсон Мёрдок |
| Сара Мэннерс      | Кейси Грегори  |
| Эмма Фергюсон     | Эмма Коул      |
| Питер Коллинз     | Иэн            |
| Мэттью Чэмберс    | Джон Брайсон   |
| Трейси Шоу        | Линн Бэнкс     |
| Скотт Эдкинс      | Эд Расселл     |